# Cecil Reginald Burch
Cecil Reginald Burch FRS (Leeds, 12 de maio de 1901 — 19 de julho de 1983) foi um engenheiro e físico britânico.